# Klaus Grubmüller
Klaus Grubmüller (* 18. August 1938 in München) ist ein deutscher germanistischer Mediävist.
Das Studium (1958–1964) der Deutschen und Lateinischen Philologie an der Ludwig-Maximilians-Universität München schloss Grubmüller  1965 mit der Promotion ab. Nach der Habilitation 1974 wurde er dort wissenschaftlicher Rat und Professor. Von 1977 bis 1991 lehrte er als Professor für Deutsche Philologie an der Universität Münster. Zwischen 1986 und 1994 war er Fachgutachter der DFG und seither regelmäßig als Sondergutachter tätig. Der Senatskommission für Germanistische Forschung der DFG gehörte er von 1988 bis 1998 an. Seit 1991 ist Grubmüller Professor für Deutsche Philologie an der Georg-August-Universität Göttingen und seit 1993 Mitglied der Akademie der Wissenschaften zu Göttingen. Den mediävistischen Arbeitskreis der Herzog-August-Bibliothek leitete er von 1994 bis 2002. Im Jahr 1999 war er Initiator und Direktor des interdisziplinären Zentrums für Mittelalter- und Frühneuzeitforschung an der Georg-August-Universität Göttingen und im folgenden Jahr Mitbegründer der International Max Planck Research School Werte und Wertewandel (Georg-August-Universität und Max-Planck-Institut für Geschichte).
Seine Forschungsschwerpunkte sind mediävistische Komparatistik, Geschichte der europäischen Novellistik im Mittelalter, lateinisch-deutsche Sprach- und Literaturbeziehungen, Minnesang, höfischer Roman, Märendichtung, spätes Mittelalter und Text- und Überlieferungsgeschichte (Handschriften- und Editionskunde).

## Veröffentlichungen (Auswahl)
- Vocabularius Ex quo. Untersuchungen zu lateinisch-deutschen Vokabularen des Spätmittelalters. München 1967, OCLC 1014638735.
- mit Bernhard Schnell, Hans-Jürgen Stahl, Erltraud Auer und Reinhard Pawis: „Vocabularius Ex quo“. Überlieferungsgeschichtliche Ausgabe in fünf Bänden (= Texte und Textgeschichte. Band 22–26):
  - Band I: Einleitung. Niemeyer, Tübingen 1988. ISBN 3-484-36022-4
  - Band II: Text A ‑ C. Niemeyer, Tübingen 1988. ISBN 3-484-36023-2
  - Band III: Text D ‑ K. Niemeyer, Tübingen 1988. ISBN 3-484-36024-0
  - Band IV: Text L ‑ Q. Niemeyer, Tübingen 1989. ISBN 3-484-36025-9
  - Band V: Text Q ‑ Z. Niemeyer, Tübingen 1989. ISBN 3-484-36026-7
- Meister Esopus. Untersuchungen zur Geschichte und Funktion der Fabel im Mittelalter. Artemis Verlag, München 1977, ISBN 3-7608-3356-X.
- als Hrsg.: Geistliche Denkformen in der Literatur des Mittelalters (= Münstersche Mittelalter-Schriften. Band 51). Fink, München 1984, ISBN 3-7705-2178-1.
- mit Gerd Dicke: Die Fabeln des Mittelalters und der frühen Neuzeit. Ein Katalog der deutschen Versionen und ihrer lateinischen Entsprechungen. (= Münstersche Mittelalter-Schriften. Band 60). Fink, München 1987, ISBN 3-7705-2488-8.
- Die Ordnung, der Witz und das Chaos. Eine Geschichte der europäischen Novellistik im Mittelalter: Fabliau, Märe, Novelle. Niemeyer, Tübingen 2006, ISBN 3-484-64029-4.
- als Hrsg. mit Kurt Gärtner, Karl Stackmann und Jens Haustein: Mittelhochdeutsches Wörterbuch. Stuttgart 2006 ff.
- mit anderen: Germanistik. Internationales Referatenorgan mit bibliographischen Hinweisen. Niemeyer.
- Gutes Bairisch. Eine Anleitung zur gepflegten Konversation. Volk Verlag, München 2023, ISBN 978-3-86222-423-4.